# Conoryctella
Conoryctella був родом Taeniodonta з ряду цімолести